# Hymette
L’Hymette (grec ancien : Ὑμηττός / Humēttós, grec moderne : Υμηττός / Ymittós) est un massif montagneux au sud-est d'Athènes, en Attique, dans le centre-est de la Grèce. Elle est aussi connue sous le nom de Trellos ou Trellovouni (Τρελοβούνι : « la montagne folle »), par retraduction en grec moderne d'une déformation italienne (Il Matto, « le Fou ») du nom originel (Hymettos). L'Hymette culmine à 1 026 m d'altitude à l'Evzonas et est longue de 16 km entre Athènes et le golfe Saronique, et large de 6 à 7 km d'est en ouest.

## Toponymie
Le nom provient du radical ὑμή signifiant « uni, d'un tenant » : l'Hymette présente en effet toute une succession de crêtes et de vallées latérales mais forme bien un long massif unique, dont la crête principale a plus ou moins la même altitude moyenne de 900 m sur une douzaine de kilomètres de distance.
Dans l'Antiquité, le point culminant s'appelait Mega Ymittos, les sommets méridionaux Elattona (Ελάττονα) Ymitto et Anydro Ymitto (Άνυδρο Υμηττό : l'Hymette sec) ; aujourd'hui ces deux sommets s'appellent Mavrovouni (Μαυροβούνι signifie « montagne noire ») et Kontra (Κόντρα).

## Géographie

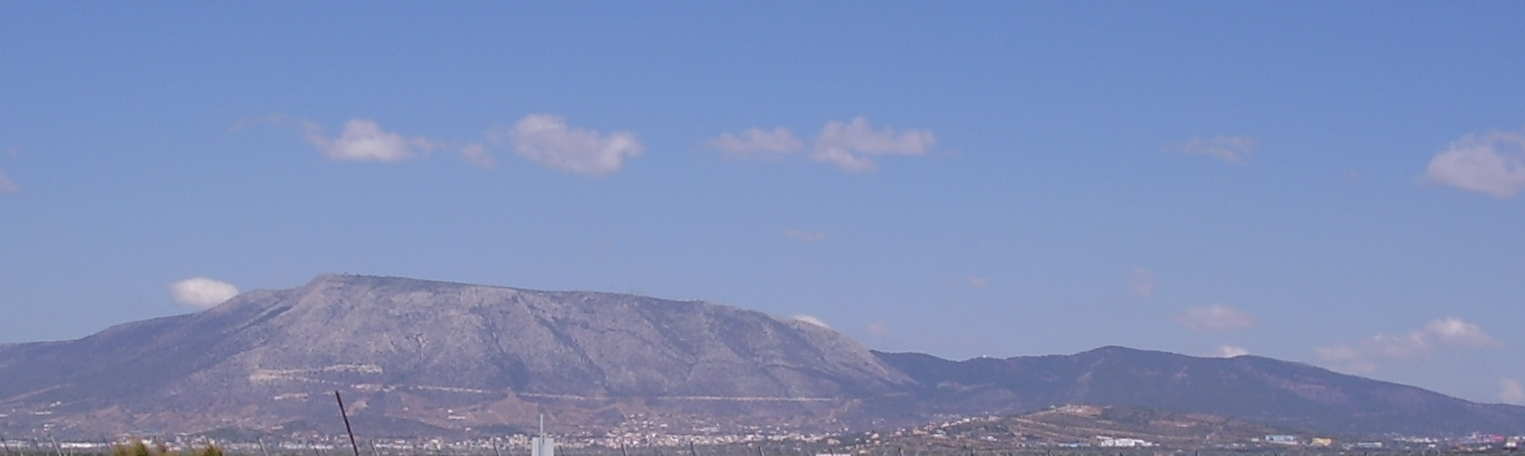
Vue du mont Hymette depuis l'est

Le massif est boisé sur le pourtour, surtout dans le nord, et chauve sur les sommets, en raison des sols calcaires, du vent et des contrastes thermiques. Malgré l'anthropisation, il abrite encore une biodiversité importante, comprenant entre autres du maquis riche en plantes aromatiques et des tortues bordées. Des apiculteurs y produisent du miel de thym, une tradition déjà mentionnée dans l'Antiquité. Sur les pentes s'élèvent plusieurs ermitages et chapelles.
Sur le versant ouest se trouvent les principaux campus de l'université d'Athènes et de l'université technologique nationale, l'ensemble portant le nom de Cité universitaire. Ces campus sont encadrés par le périphérique d'Hymette, une route circulaire reliée à l'autoroute Attikí Odós par cinq échangeurs en Y riches en tunnels routiers, d'une part ; et par l'agglomération d'Athènes, d'autre part. Au sommet de la montagne se trouvent des relais pour les principales chaînes de télévision et des stations de radio, l'accès étant réservé aux véhicules de service. Les zones urbanisées entourent presque entièrement le massif montagneux.
Du haut de l'Hymette, on peut contempler presque toute la ville d'Athènes, sa banlieue est et le nouvel aéroport. On peut également voir les monts Parnès au nord-ouest, Pentélique au nord et Ægialée à l'ouest. Les deux vallées les plus basses se trouvent au sud. Depuis 2018, le massif est confié à l'Organisme de gestion du parc national de Schiniás-Marathon, de l'Hymette et du sud-est de l'Attique.
Municipalités entourant le massif : Athènes, Zográfou, Kaisariani, Výronas, Ilissia, Ymittós, Héliopolis, Argyroupoli, Ellinikó, Glyfáda, Voúla et Vouliagméni à l'ouest, Várkiza, Vári, Markopoulo et Paeania à l'est, Papagou, Cholargós, Agía Paraskeví, Gérakas et Glyká Nerá.

## Histoire

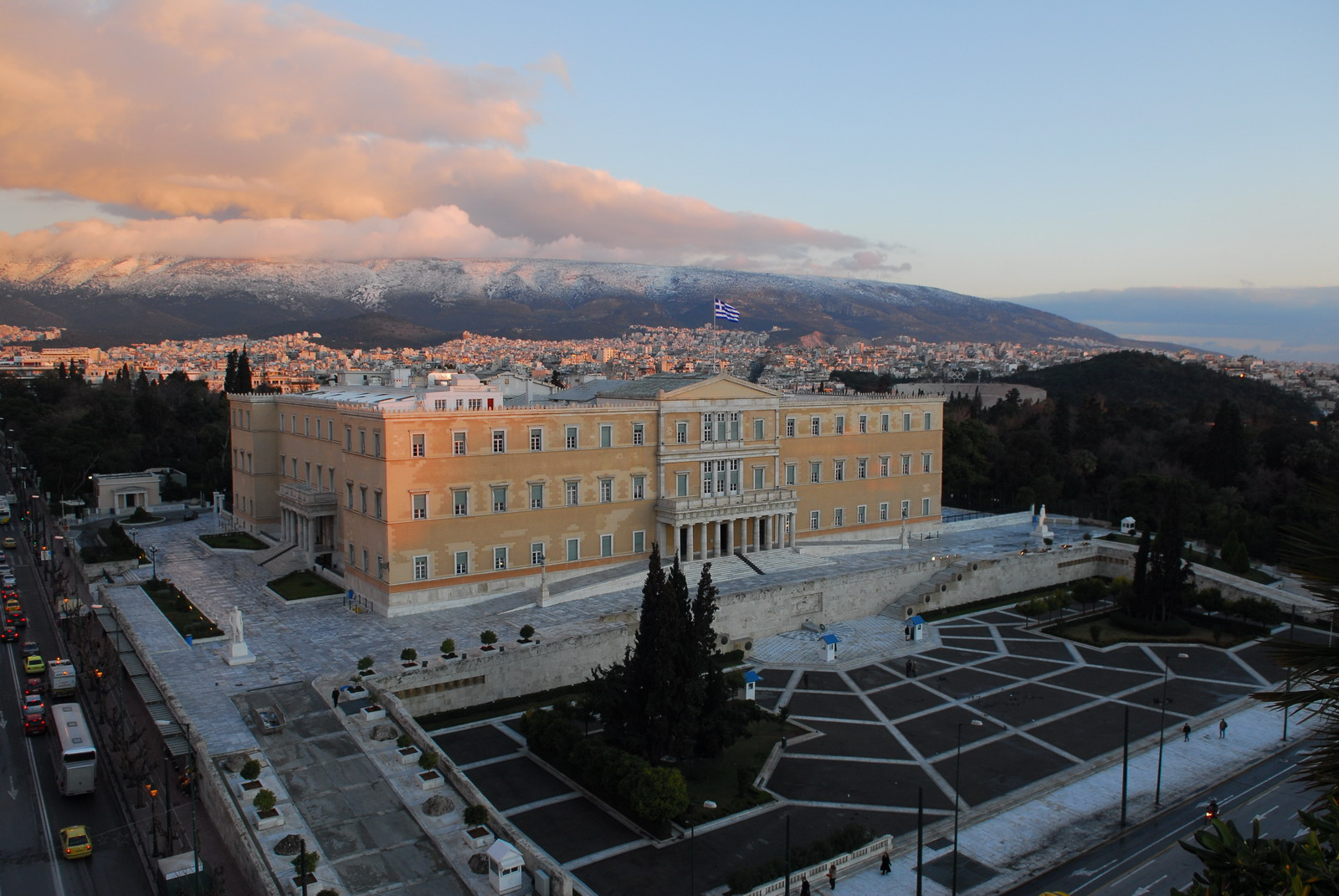
Vue de l'Hymette couvert de neige et de brume se profilant derrière le parlement grec.

Dans l'Antiquité, du marbre y était déjà extrait. La déforestation commença dès l'Antiquité, lorsque la cité d'Athènes eut besoin de bois pour le chauffage, la cuisine et la flotte maritime.
Le massif montagneux comporte six à sept décharges souterraines à l'ouest et une à l'est, créées dans les années 1950 (l'avenue Katechaki ne devait venir que plus tard). La partie ouest du massif fut plantée d'arbres dans les années 1950. L'urbanisation démarra après la Seconde Guerre mondiale et la guerre civile, et donna naissance à la ville de Papagou. Ce mouvement de constructions dura jusqu'aux années 1980.
Du marbre fut extrait des années 1960 aux années 1990, surtout dans la partie ouest du massif. L'extraction est rare de nos jours car la plupart des ressources sont protégées.
Le massif de l'Hymette fut victime d'un feu de forêt le 16 juillet 2007 vers 3 heures du matin. Malgré les moyens déployés, dont six avions bombardiers d'eau, il fallut 2 heures pour éteindre le brasier. Le feu s'étendit surtout dans la partie boisée de la montagne, mais vers le sud il atteignit Ilioupoli. Les pompiers réussirent à le stopper sur une colline, après avoir garé leurs camions sur l'avenue Katechaki. Vers la fin de l'après-midi le feu était totalement éteint, après avoir détruit la forêt jusqu'aux limites de la zone habitée, au sud de l'avenue Katechaki. La fumée du brasier avait recouvert des zones résidentielles et entraîné la fermeture partielle de l'avenue Katechaki, du périphérique d'Hymette et de l'avenue Kareas, bloquant le trafic de transit de l'agglomération d'Athènes. On suspecte une origine criminelle.

## Dans la littérature
- Charles Maurras, dans Les Vergers sur la mer, relate son ascension de l'Hymette en 1896 et développe les réflexions esthétiques sur les mérites comparés de l'Orient et l'Occident que sa contemplation lui a inspirées[3].
- Émile Faguet, dans L'Art de lire : « Aussi le lecteur de romans idéalistes n’est pas dédaigneux à l’ordinaire, mais le lecteur des poètes l’est presque toujours. Il méprise ceux qui lisent les journaux ; il méprise un peu ceux qui lisent les livres pratiques et les livres d’histoire. Il ne doute point qu’il n’ait une âme de qualité supérieure, une âme nourrie du miel d’Hymette. »
- Dans Les Caractères le philosophe grec Théophraste écrit dans le chapitre « Du complaisant » : « ces gens encore n'achètent jamais rien pour eux ; ... et à Rhodes l'excellent miel du mont Hymette ; et ils prennent soin que toute la ville soit informée qu'ils font ces emplettes. »